# 安大慶
安大慶，字善卿，陝西西安人，回族，晚清时人物。

## 生平
安大慶為伊斯蘭教阿訇，與心意六合拳宗師買壯圖屬好友，但在拳藝上拜買壯圖為師，學習心意六合拳。而安大慶則授買壯圖伊斯蘭教教義。安大慶以伊斯蘭阿訇的身份，於陝西、河南、四川等地，傳授心意六合拳。傳人眾多，著名弟子有寶顯庭。